# Pamokolan
Pamokolan is een bestuurslaag in het regentschap Ciamis van de provincie West-Java, Indonesië. Pamokolan telt 4437 inwoners (volkstelling 2010).